# Gabbi's slankbeer
Gabbi's slankbeer (Bassaricyon gabbii) wordt ook wel olingo, makibeer, bush-bear of martilla genoemd en behoort tot de roofdierfamilie Procyonidae.

## Afmetingen
Lengte: kop-romp 35-48 cm, staart 38-49 cm. Gewicht: 0,9-1,5 kg.

## Uiterlijk
De olingo vertoont veel gelijkenis met de rolstaartbeer (Potos flavus), maar de olingo is slanker gebouwd en de staart is ook geringd en wolliger. Het lichaam is bedekt met een dikke, zachte vacht die goudkleurig is met zwarte of grijze tinten op de rug en vaalgele op de buik. De zeer lange staart is ruig behaard met onduidelijke ringen. De ronde kop is aan de bovenkant tamelijk vlak. De snuit is lang en spits en de oorschelpen klein en wit van kleur. Dit dier heeft vrij korte poten en gekromde, niet-intrekbare klauwen.

## Levensduur
De olingo kan ongeveer 17 jaar oud worden.

## Leefomgeving
Tropische regenwouden en nevelwouden tot op 2000 m hoogte in Latijns-Amerika

## Voedsel
Olingo's voeden zich het meest met vruchten en als een boom veel vruchten draagt, treft men er regelmatig een hele groep aan. In zo'n groep bevinden zich vaak ook rolstaartberen, opossums en nachtapen. Ze eten ook insecten en kleine zoogdieren, die worden gevangen na een korte achtervolging. Een olingo kan in een nacht één derde van zijn lichaamsgewicht aan voedsel eten.

## Leefwijze
De olingo leeft hoofdzakelijk in bomen, alleen of paarsgewijs. Het is een nachtdier en overdag slaapt de olingo in een met gras of bladeren bedekt hol, meestal in een holle boom. Tegen de schemering wordt het dier wakker en begint het de nacht met een goede poetsbeurt. In tegenstelling tot andere leden van de familie gebruiken olingo's hun voorpoten niet tijdens het verzorgen van de vacht. Ze krabben zich met hun achterpoten, gebruiken hun tanden als kam en eindigen met wassen. De jacht vindt vooral plaats in de bomen en de olingo komt maar zelden op de bosbodem. Het is een zeer lenig dier, dat goed kan klimmen en sprongen kan maken van wel drie meter, van boom tot boom. De uitgestrekte staart zorgt dan voor evenwicht. Terwijl de olingo door de bomen trekt, laat hij geurvlaggen achter, maar het is niet helemaal duidelijk of deze dieren dat doen om hun territorium te bepalen, om een partner te vinden of om later de weg terug weer te vinden.

## Voortplanting
Olingo's kunnen zich op elk moment van het jaar voortplanten en het mannetje blijft bij het vrouwtje tot de jongen geboren worden, waarna ze hem wegjaagt. De draagtijd duurt ongeveer 73 dagen en meestal is er maar één jong per worp.